# Timeo Danaos et dona ferentes
"Timeo Danaos et dona ferentes" is een Latijns citaat uit Vergilius' Aeneis (zang II, vers 49). Het betekent: 
"Ik ben bang voor Danaërs (= 'Grieken'), ook als zij geschenken aanbieden".

## Oorsprong en context

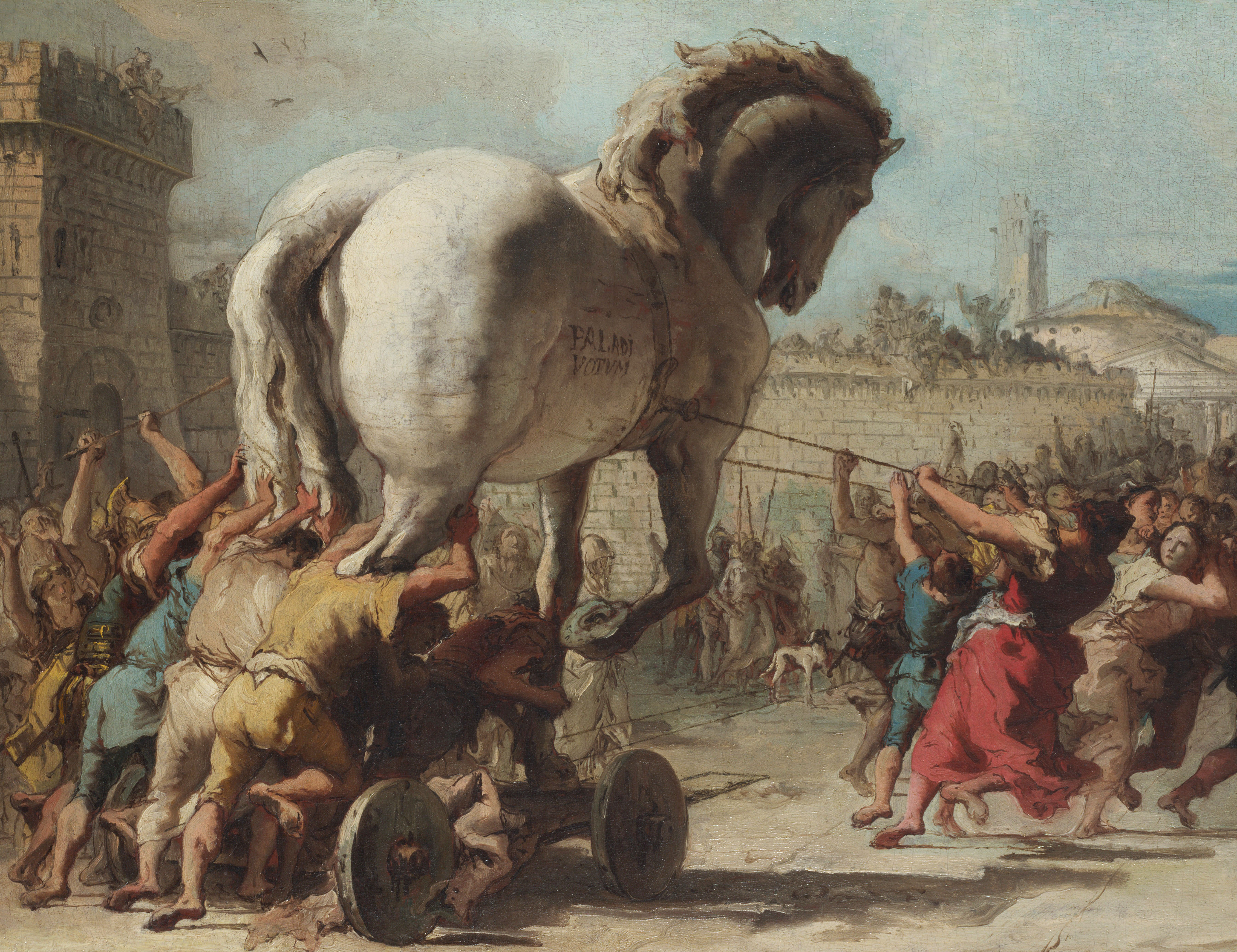
Het paard van Troje.

De zin hoort thuis in de context van de Grieks-Romeinse mythologie, meer bepaald in de Trojaanse Oorlog.  
Nadat de stranden rond Troje negen jaar lang voortdurend een strijdtoneel zijn geweest, nemen de leiders der Achaeërs (door Homerus ook vaak 'Danaoi' / 'Danaërs' = 'afstammelingen van Danaos' genoemd) hun toevlucht tot de krijgslist van het Paard van Troje. Dit wordt aanvankelijk door de stomverbaasde Trojanen beschouwd als een soort 'afscheidsgeschenk'. In Vergilius' Aeneis wordt verteld dat de Trojaanse hogepriester Laocoön een angstig voorgevoel krijgt bij het zien van het houten gevaarte, en zijn stadsgenoten waarschuwt het geschenk niet te aanvaarden. Daarbij schreeuwt hij de gevleugelde woorden: 
"Equo ne credite, Teucri! Quidquid id est, timeo Danaos et dona ferentes",
"Vertrouw het paard niet, Trojanen! Wat het ook is, ik vrees de Danaërs, ook als zij geschenken aanbieden!”.
Wanneer kort daarop Laocoön, samen met zijn twee zonen, wordt afgeslacht door twee monsterachtige zeeslangen, wordt zijn dood geïnterpreteerd als een teken van Minerva's (= Athena's) misnoegdheid. De godin had inderdaad tot de bouw van het paard geïnspireerd, maar niet met vreedzame bedoelingen, zoals de Trojanen verkeerdelijk dachten, toen zij besloten het paard binnen hun onneembare vestingmuren te slepen en met grootse feestelijkheden het (vermeende) einde van de oorlog te vieren. 
Uit het vervolg blijkt dus dat Laocoön het volkomen bij het rechte eind had, maar dat de goden hem drastisch het zwijgen wilden opleggen omdat hij hun plannen dreigde te dwarsbomen.

## Betekenis
Uit zijn context gehaald kan het citaat gezien worden als een waarschuwing tegen onbetrouwbare tegenstanders, vooral wanneer zij zich op het eerste gezicht vriendelijk opstellen (enigszins vergelijkbaar met het Nederlandse spreekwoord Als de vos de passie preekt, boer, let op je ganzen!).
Voor de tijdgenoten van Vergilius moet in dit vers ongetwijfeld ook iets weergeklonken hebben van het wantrouwen dat vele behoudsgezinde Romeinen koesterden tegenover Grieken. Onder alle immigranten in Rome vervulden de Grieken er, vaker en sneller dan andere vreemdelingen, invloedrijke posities. Dat werd algemeen toegeschreven aan hun aangeboren intelligentie, hun sluwheid en aanpassingsvermogen. 
 Vooral Marcus Porcius Cato stak zijn antipathie niet onder stoelen of banken. Zijn kritiek gold alle Grieken, maar vooral de artsen, die hij ervan beschuldigde de gezondheid van 'weldenkende' Romeinen te ondermijnen met hun verderfelijke kunsten en drankjes. 
 Van hun kant keken de Griekse immigranten ongetwijfeld ook vanuit een superioriteitsgevoel neer op hun Romeinse overheersers, die zij maar als een stelletje boerenpummels beschouwden. De dichter Horatius schreef dan ook niet onterecht dat:
"Graecia capta ferum victorem cepit et artes
intulit agresti Latio."
"Het veroverde Griekenland veroverde zijn ruwe overwinnaar
en bracht de kunsten binnen in het boerse Latium."

## Gebruik
Et dona ferentes is de titel van een gedicht van Kipling.
In de film The Rock (1996) wordt het citaat uitgesproken door kapitein John Patrick Mason (Sean Connery) en als dusdanig begrepen door Dr. Stanley Goodspeed (Nicolas Cage). 
 In de Franse film La Grande Bouffe (1973) wordt het vers eveneens geciteerd, met name door Philippe Noiret.
In de strip Asterix als legioensoldaat zijn Asterix en Obelix op zoek naar een zekere Tragicomix, die is ingelijfd bij het leger van Julius Caesar. Wanneer zij in het rekruteringsbureau gaan informeren naar een persoon met de naam Tragicomix, vraagt de Romeinse beambte grappig: "Met de T van Timeo Danaos et dona ferentes?”
In het Engels is de vertaalde uitdrukking Beware of Greeks bearing gifts nog gangbaar.